# Raymond Suvigny
Raymond Suvigny (21. ledna 1903 Paříž – 26. října 1945 Paříž) byl francouzský vzpěrač váhové kategorie do 60 kg. Byl členem pařížského klubu Union sportive métropolitaine des transports.
Soutěžil od roku 1919 a v roce 1923 vytvořil svůj první francouzský rekord. Na Letních olympijských hrách 1924 obsadil deváté místo. Olympiády v roce 1928 se nezúčastnil pro zranění. Na mistrovství Evropy ve vzpírání v roce 1930 v Mnichově získal bronzovou medaili. V roce 1932 v Los Angeles se stal olympijským vítězem, když v trojboji vyrovnal světový rekord výkonem 287,5 kg. V letech 1926 a 1931 byl vzpěračským mistrem Francie.
Za druhé světové války upadl do německého zajetí a na následky věznění zemřel ve věku 42 let.